# Agonopterix cadurciella
Agonopterix cadurciella is een vlinder uit de familie grasmineermotten (Elachistidae). De wetenschappelijke naam is voor het eerst geldig gepubliceerd in 1914 door Chretien.
De soort komt voor in Europa.